# Pieter van Braam
Pieter van Braam (Vianen, 22 dicembre 1740 – Dordrecht, 28 settembre 1817) è stato un poeta olandese.

## Biografia
Pieter van Braam nacque a Vianen il 22 dicembre 1731. Figlio del predicatore Cornelius van Braam e nipote di Jan van Braam, libraio presso Dordrecht, fu educato presso l'istituto "Johan de Witt-gymnasium", la scuola latina di Dordrecht, e fu avviato alla professione di libraio ad Amsterdam. A causa della morte dello zio Willem van Braam, fu costretto a ritrasferirsi a Dordrecht, per seguire gli affari di famiglia.
Oltre alla sua attività come libraio, Pieter van Braam portò avanti una prolifica attività parallela di poeta, pubblicando numerose poesie, sia in latino che in olandese. Nel 1774, inoltre, tradusse dal francese la tragedia Mariamne di Voltaire.

## Poesie di Pieter van Braam
| In occasione del ritratto di Jacob van Strij | Traduzione in olandese della Stabat Mater Dolorosa |
| --- | --- |
| 0 ja! Dus leeft, dus denkt, dus spreekt mijn vriend Van Strij, Gevoel voor waar en schoon blinkt in deez' schilderij, Het nijdig euvel spreidt een smertfloers op ‘s mans trekken, Gelaten mannen, moed blijft in dit oog te ontdekken, Moed, die deez' hand bezield, hoe leider ongesteld, Als hij ons leven schept in bosch en stroom en veld. di: Pieter van Braam 1812 circa | Met de tranen op de wangen In het knellendst boezemprangen By het kruis, dat Jesus droeg, Stond de Moeder neêrgebogen, Met in rouw verstarrende oogen, Die zy nokkend op Hem sloeg. di: Pieter van Braam Prima strofa della sequenza Stabat Mater Dolorosa |